# Nocyceptor
Nocyceptor, inaczej receptor bólowy – receptor reagujący na bodźce uszkadzające tkanki. Może wywołać mechanizm obronny, np. odruch.
Nocyceptory występują w postaci wolnych zakończeń nerwowych neuronów otaczających tkanki takie jak skóra czy rogówka, lecz także w narządach wewnętrznych jak mięśnie czy jelita. Źródła tych neuronów są zlokalizowane w grzbietowym korzeniu zwoju lub w zwoju trójdzielnym. Mogą być pobudzane przez różne bodźce: mechaniczne, termiczne, chemiczne, elektryczne.
W momencie uszkodzenia, pod wpływem bodźca nocyceptywnego z tkanek wydzielane są enzymy proteolityczne, które indukują wydzielanie kinin i prostaglandyn.
Intensywność czucia bólu jest regulowana przez układ przeciwbólowy, którego działanie polega na ograniczeniu impulsów bólowych docierających do ośrodków bólowych mózgu. W porównaniu z innymi receptorami, nocyceptory mają wysoki próg pobudliwości.

## Historia
Nocyceptory zostały odkryte przez Charlesa Scotta Sherringtona w roku 1906. W okresie odkrycia naukowcy uważali, że zwierzęta są maszynami, które zamieniają bodziec zmysłowy na odruchy. Pogląd ten ewoluował w wyniku badań - rozróżniono różne typy stymulacji skutkujące różnymi typami odruchów. Dzięki eksperymentom naukowym Sherrington odkrył, że ból jest odczuciem powodowanym przez nocyceptory.

## Umiejscowienie nocyceptorów
U ssaków nocyceptory są neuronami czuciowymi występującymi w obszarach ciała, które są zdolne do odczuwania bólu.

## Nocyceptory u niessaków
Występowanie nocyceptorów zostało potwierdzone u zwierząt niebędących ssakami. Dotyczy to m.in. ryb, pijawek, ślimaków morskich, muszek owocowych. Charakteryzują się one podobną aktywnością jak nocyceptory ssaków - reagują na niebezpieczny zakres temperatur, niskie pH, kapsaicynę (poza nocyceptorami ryb i ptaków) oraz uszkodzenie tkanek.